# Deutsch-nordkoreanische Beziehungen
Die deutsch-nordkoreanischen Beziehungen waren seit der Gründung der Demokratischen Volksrepublik Korea von den unterschiedlichen Ausrichtungen der DDR und der Bundesrepublik Deutschland geprägt. Während die DDR von Beginn an bilaterale Beziehungen zu Nordkorea pflegte, nahm die Bundesrepublik erst im Jahr 2001 diplomatische Beziehungen auf. Offizielle Besuche einer Delegation der Bundesrepublik auf Ministerebene in Nordkorea kamen bisher nicht zustande.
Deutschland verfolgt sowohl im eigenen Dialog mit Nordkorea als auch im Rahmen der gemeinsamen europäischen Außen- und Sicherheitspolitik sein Interesse zur Wiederaufnahme der Sechs-Parteien-Gespräche und die Aufgabe des nordkoreanischen Kernwaffenprogramms. Des Weiteren kritisiert Deutschland vor allem die Menschenrechtssituation in Nordkorea.

## Geschichte

### Beziehungen mit der DDR

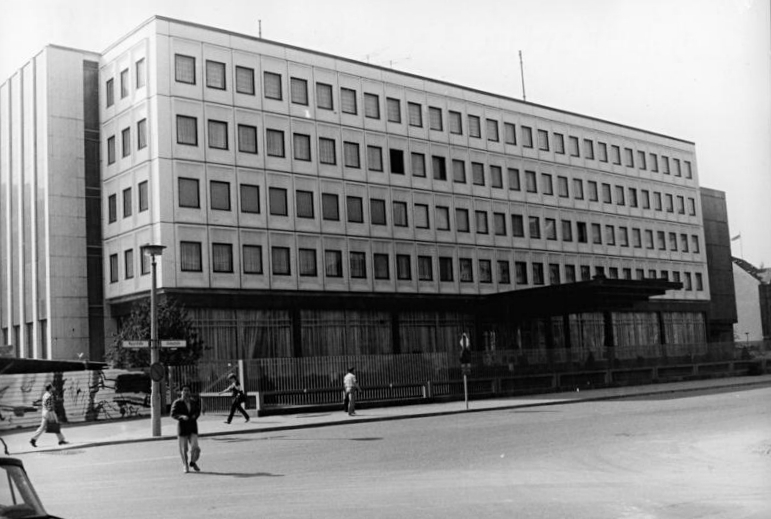
Nordkoreanische Botschaft in Ost-Berlin (1987)

Die ebenfalls sozialistisch ausgerichtete DDR war im Ostblock einer der engsten Verbündeten Nordkoreas. Die diplomatischen Beziehungen beider Staaten wurden durch einen Beschluss der nordkoreanischen Regierung vom 6. November 1949, knapp einen Monat nach der Gründung der Demokratischen Volksrepublik Korea, initiiert. Die Akkreditierung der Botschafter fand jedoch erst nach dem Koreakrieg im Jahr 1954 statt. Dabei kam es bis zum Antritt des Botschafters Richard Fischer in Pjöngjang zunächst zu Kommunikationsschwierigkeiten, da sowohl die nordkoreanische und deutsche Botschaft in Peking als auch die Botschaften in Moskau miteinander kommunizierten und sich beide für deutsch-koreanische Angelegenheiten zuständig fühlten. Der Botschafter in Peking Johannes König wurde daher zur offiziellen Kontaktperson ernannt und dies dem nordkoreanischen Außenminister in einem Schreiben vom 13. Juli 1951 mitgeteilt, das dieser am 18. August bestätigte. Trotzdem beauftragte Nordkorea seine Botschaft in Warschau damit, sich bilateraler Angelegenheiten der beiden Staaten anzunehmen.

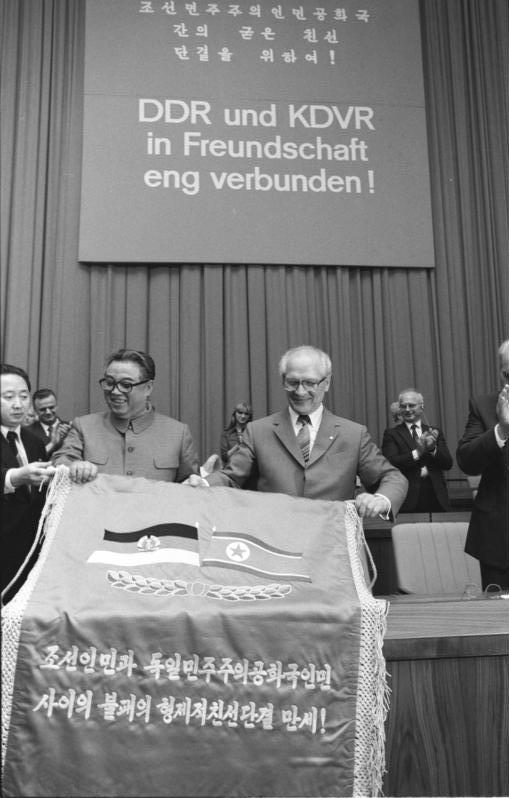
Besuch von Kim II-sung in der DDR 1984

Der damalige Ministerpräsident der DDR Otto Grotewohl bereiste auf einer Asienreise im Dezember 1955 erstmals die DVRK.:S. 29. Im folgenden Jahr besuchte der damalige Machthaber Kim Il-sung im Rahmen einer fast sechswöchigen Reise durch die Sowjetunion und andere osteuropäische Staaten erstmals die DDR und bat dort um Unterstützung in Form von Geld und Gütern. Differenzen zwischen den beiden Staaten entstanden mit dem aufkommenden Personenkult um Kim Il-sung und der beginnenden Entstalinisierung in der DDR.
Erich Honecker wurde von Kim als „Bruder und bester Freund“ benannt. Bei dem ersten Staatsbesuch Honeckers in Nordkorea vom 8. bis 11. Dezember 1977 gab Kim vor, die Existenz der beiden deutschen Staaten zu begrüßen. Die DDR und die DVRK hatten jedoch unterschiedliche Auffassungen gegenüber einer Wiedervereinigung ihres jeweiligen Landes. Während Kim Il-sung die Koreanische Wiedervereinigung als eines seiner wichtigsten Ziele und die DVRK als den einzigen koreanischen Staat betrachtete, legte die Staatsführung der DDR besonderen Wert auf die Anerkennung als eigenständiger und unabhängiger Staat. Bei einem weiteren Staatsbesuch Honeckers im Jahr 1984 unterzeichneten die beiden Staatsmänner einen Freundschaftsvertrag zur „Stärkung der Geschlossenheit zwischen den sozialistischen Staaten“. Ende Mai 1984 besuchte Kim Il-sung die DDR zum zweiten und letzten Mal.:S. 30. Honecker stattete der DVRK vom 18. bis 21. Oktober 1986 einen dritten Staatsbesuch ab.:S. 54. In der Zeit zwischen 1984 und 1989 wurden zudem mehrere Abkommen zwischen dem Ministerium für Nationale Verteidigung und Nordkorea unterzeichnet.

#### Hilfsleistungen
Das Politbüro der SED beschloss am 15. August 1950, nach dem Ausbruch des Koreakriegs, eine von der Nationalen Front geleitete Spendenaktion für Nordkorea, in deren Rahmen das Land bis zum Jahr 1960 mit insgesamt 122,7 Millionen Rubel, bis 1962 mit etwa 495,35 Millionen Rubel (520,11 Millionen Mark), unterstützt wurde (der Nominallohn eines sowjetischen Industriearbeiters betrug im Jahr 1960 monatlich 89,9 Rubel). Damit war die DDR nach der Sowjetunion und der Volksrepublik China der dritt-wichtigste Partner Nordkoreas. Die Tageszeitung Neues Deutschland, das Zentralorgan der SED, bewarb die Kampagne mit dem Slogan „Wer Korea hilft – hilft Deutschland“.
Die Hilfsleistungen der DDR umfassten vier Abkommen über Warenlieferungen und den Aufbau verschiedener Industrieanlagen (178 Millionen Rubel/186,9 Millionen Mark), die Ausbildung von 600 Waisenkindern (19 Millionen Rubel/19,5 Millionen Mark) und 286 Studenten (18 Millionen Rubel/18,9 Millionen Mark), den Wiederaufbau der Stadt Hamhŭng, einen Solidaritätsausschuss (72 Millionen Rubel/75,6 Millionen Mark), Unterstützung durch das Deutsche Rote Kreuz (0,25 Millionen Rubel/0,26 Millionen Mark) und ein Bodenprüflabor der Akademie der Landwirtschaftswissenschaften (0,1 Millionen Rubel/0,105 Millionen Mark). Außerdem richtete sie bis 1957 in Pjöngjang ein automatisches Telefonamt mit 6000 Anschlüssen ein.
Am 25. Juni 1952 schlossen die beiden Staaten ein Waren- und Zahlungsverkehrsabkommen, sowie eines der drei Hilfsabkommen über Warenlieferungen im Wert von 30 Millionen Rubel (31,5 Millionen Mark). Ein weiteres Hilfsabkommen über Warenlieferungen in gleichem Volumen wurde in jenem Jahr am 14. November abgeschlossen. Warenlieferungen für die Jahre 1954 bis 1956 wurden in einem in Berlin unterzeichneten Abkommen vom 6. Oktober 1953 geregelt.:S. 123. Das vierte Hilfsabkommen umfasste einen Wert von 80 Millionen Rubel. Es beinhaltete neben Warenlieferungen zusätzlich den Aufbau eines Dieselmotorenwerks, eines typografischen Kombinats und einer Lepol-Anlage in einem Zementwerk.
Zu Beginn unterstützte die DDR das Land vor allem mit technischer Hilfe im Berg- und Maschinenbau. Nordkorea bat zudem mehrmals um Unterstützung im Textil- und Bekleidungsbereich. So beispielsweise in einem Treffen zwischen dem nordkoreanischen Außenminister Nam Il und dem DDR-Botschafter Richard Fischer am 25. Mai 1956, bei dem Nam Il außerdem nach einem Kredit, weiterer Hilfe im Bergbau und speziell einer Schuhlieferung anfragte.

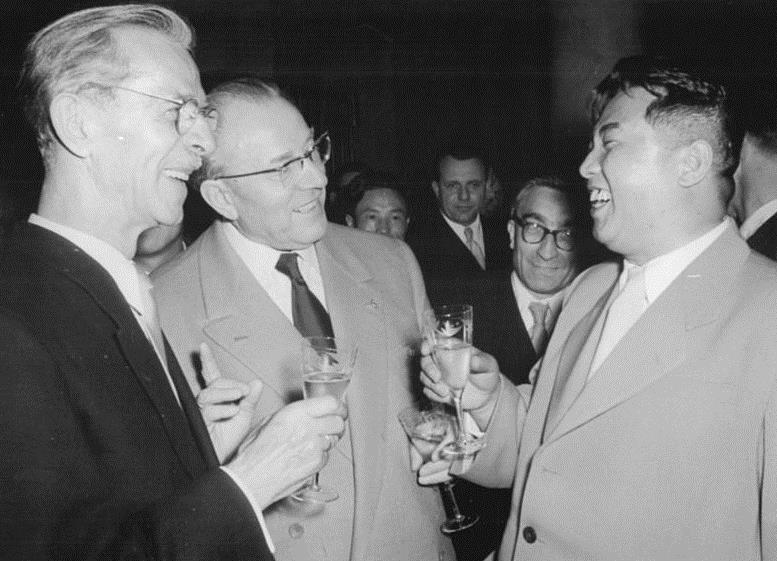
Festempfang zu Ehren der koreanischen Regierungsdelegation in der DDR 1956. In angeregtem Gespräch v. l. n. r.: der Präsident der Deutschen Akademie der Künste Nationalpreisträger Prof. Otto Nagel; Ministerpräsident Otto Grotewohl und Kim Il-sung.

1956 begab sich eine nordkoreanische Delegation auf eine sechswöchige Reise in die Sowjetunion und nach Osteuropa und bat die kommunistischen Staaten, im Juni auch die DDR, um wirtschaftliche und finanzielle Hilfe für den ersten Fünfjahresplan, dem die DDR allerdings nur teilweise, nämlich in Form von 50 Millionen Rubel für Massenbedarfsgüter, eines Abkommens über wirtschaftliche und kulturelle Zusammenarbeit und einer Gemeinsamen Erklärung, entgegenkam.
Den vorgeblichen Erfolgen der Jahrespläne Kim Il-sungs zum Wiederaufbau der nordkoreanischen Wirtschaft stand die Botschaft der DDR auf Grund fehlender Daten und unüberprüfbarer Zahlen skeptisch gegenüber.:S. 64 ff.
Im November 1960 kündigte Otto Grotewohl in einem Schreiben an Kim Il-sung an, die Hilfsleistungen auf Grund wirtschaftlicher Schwierigkeiten einschränken zu müssen, was seitens Nordkoreas auf Verständnis stieß. Am 18. September 1962 wurde ein Protokoll unterzeichnet, als sich eine Delegation der DDR zu einer Brückeneinweihung in Hamhŭng befand. Damit endete die seit 1952 von der DDR gewährte materielle Hilfe.
Mehrere Arbeiter aus der DDR wurden am 4. Oktober 1983 in Pjöngjang für den Bau eines Automatisierungsgerätewerkes unter anderem mit dem Staatsbannerorden 2. und 3. Klasse ausgezeichnet.

##### Korea-Hilfsausschuss
Am 9. September 1950 wurde in der DDR der „Korea-Hilfsausschuss“ gegründet. Seine Aufgabe lag primär in der Sammlung von Spenden und der Export-Organisation der daraus erworbenen und produzierten Hilfsgüter für Nordkorea. Darunter befanden sich Medikamente, Gebrauchsgegenstände, Maschinen und Fahrzeuge. Insgesamt wurden im Rahmen der Ausschuss-Tätigkeiten Sachspenden in Höhe von 18 Millionen und Geldspenden in Höhe von 22 Millionen Mark verschickt. Finanziert wurden von dem Geld unter anderem der Bau einer Poliklinik für Haut- und Geschlechtskrankheiten in Pjöngjang, eines Tuberkulose-Ambulatoriums, sowie mehrerer Schulen und Kindergärten.
Des Weiteren förderte der Ausschuss den kulturellen Austausch zwischen den beiden Staaten und stellte Informationen über Nordkorea zur Verfügung. Er bestand aus Mitgliedern der Parteien, des Ministeriums für Auswärtige Angelegenheiten der DDR und des Nationalrats. Der Hilfsausschuss appellierte besonders durch Aufrufe an die Bevölkerung zur Spendenbereitschaft. Außerdem koordinierte er die Lieferung von Gütern die in eigens dafür vorgesehenen Überstunden produziert und beispielsweise von Bauern der Landwirtschaftlichen Produktionsgenossenschaft geleistet wurden. Unter anderem übernahm der Ausschuss beispielsweise im September 1953 die Frachtkosten für vier Traktoren, eine Traktor-Drillmaschine, vier Sätze Traktoren-Eggen, Pflüge und einen LKW, die von der Demokratischen Bauernpartei Deutschlands gespendet wurden.
Am 11. November 1954 wurde der „Korea-Hilfsausschuss“ auf Beschluss des Nationalrates der Nationalen Front in den „Solidaritätsausschuss für Korea und Vietnam“ umgewandelt und sämtliche Leistungen fortan im Verhältnis 1:2 zwischen den beiden Ländern aufgeteilt.
Im Rahmen der kulturellen Tätigkeiten organisierte der Ausschuss in Zusammenarbeit mit der Gesellschaft für Kulturelle Verbindungen mit dem Ausland den zehnten Gwangbokjeol, der in zwei Betrieben mit besonderem Spendenvolumen gefeiert wurde.
Zum 1. Oktober 1957 beendete der Ausschuss seine Tätigkeit.:S. 130 ff.

#### Deutsche Arbeitsgruppe Hamhŭng

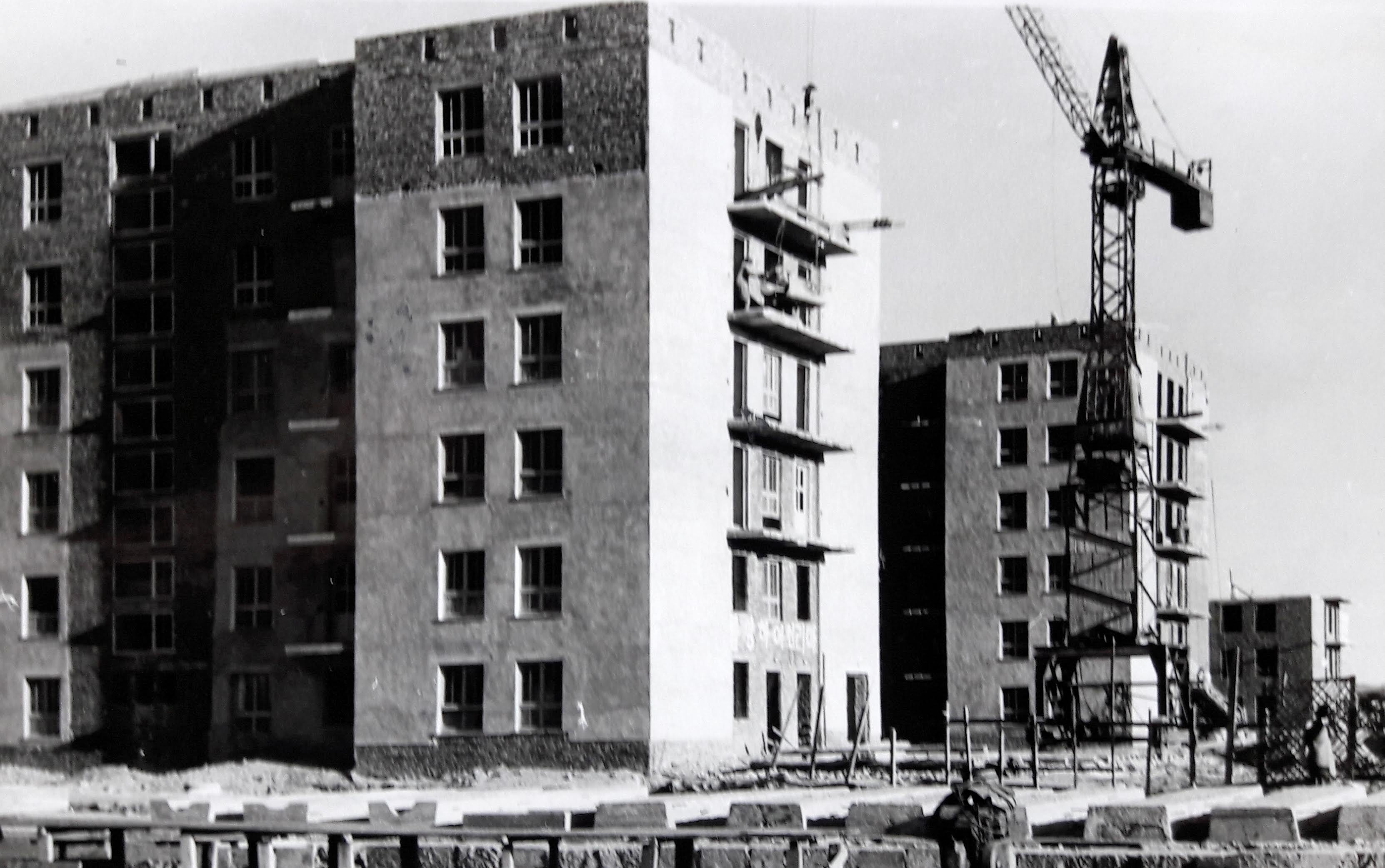
Aufbau durch die Arbeitsgruppe Hamhŭng

Während des Koreakrieges (1950–1953) wurde die nordkoreanische Hafenstadt Hamhŭng durch Luftangriffe US-amerikanischer Bomber zu etwa 80–90 Prozent zerstört.
Bei einem Besuch des nordkoreanischen Außenministers im Juni 1954, bekam dieser von dem damaligen DDR-Ministerpräsidenten Otto Grotewohl Hilfe beim Wiederaufbau Nordkoreas zugesagt, woraufhin der nordkoreanische Präsident Kim Il-sung ein gemeinsames Wiederaufbauprojekt der Stadt Hamhŭng als Industriezentrum vorschlug.
Das Hilfsprojekt wurde am 17. Februar 1955 von der DDR beschlossen. Es bestand aus Stadtplanern, Architekten, technischem Personal und Handwerkern, die bis 1962 als Deutsche Arbeitsgruppe Hamhŭng die Koordination des Wiederaufbaus übernahmen und Wohnviertel, Industriegebiete, Theater, Schulen, Hotels, ein Freibad und Krankenhäuser errichteten. Insgesamt investierte die DDR laut unterschiedlicher Quellen 118 Millionen DDR-Mark oder 208 Millionen Rubel (218,4 Millionen Mark) in das Projekt. Der erste von der Deutschen Arbeitsgruppe Hamhŭng realisierte Bau war eine Mittelschule für 1200 Schüler, der 1956 durch Spenden der ostdeutschen Bevölkerung finanziert wurde. Seitens dieser Schule bestand bis in die 1980er-Jahre eine Partnerschaft zu einer Dresdener Schule.

#### Wirtschaftliche Beziehungen
Das erste Handelsabkommen zwischen der DDR und Nordkorea wurde am 3. März 1955 abgeschlossen. In dem Jahr exportierte die DVRK erstmals Güter nach Ostdeutschland, überwiegend Rohstoffe, darunter vor allem Metalle, und landwirtschaftliche Erzeugnisse. Die DDR lieferte vor allem Technik und Maschinen. Vereinbart worden war ein Warenaustausch in Höhe von jeweils 15,75 Millionen Mark. Tatsächlich jedoch exportierte die DDR Waren im Wert von nur 10,05 Millionen und Nordkorea lediglich im Wert von 0,52 Millionen. In dem am 25. Februar geschlossenen Handelsabkommen für das Jahr 1956, war, unter Berücksichtigung der noch fälligen Warenlieferungen, ein Exportvolumen über 21,9 Millionen Mark für Deutschland und 30,9 Millionen Mark für Korea vorgesehen. Auch dem konnten beide Länder nicht vollständig nachkommen. Gegen Ende des Jahres hatte die DDR ein Defizit von 5,88 Millionen Mark zu verzeichnen. Nordkorea war mit 19,5 Millionen Mark im Rückstand. Aus diesem Grund wurde die Höhe der Exportvereinbarung des folgenden Handelsabkommen erneut verringert, sodass nur noch 9,9 Millionen für die DDR und 17,3 Millionen für Nordkorea vereinbart wurden. Diese konnten ebenfalls nicht eingehalten werden.

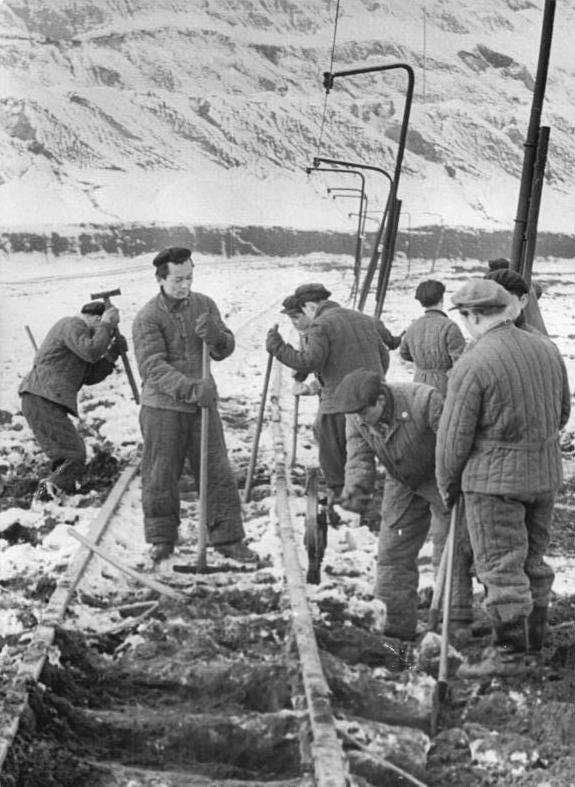
Arbeitseinsatz koreanischer Studenten im Tagebau Deutzen, 1958

Gegenstand der Verhandlungen des am 22. Februar 1957 abgeschlossenen ersten Protokolls der beiden Staaten über den Waren- und
Zahlungsverkehr von 1958 bis 1961 war unter anderem die Frage um den Export nordkoreanischer Zigaretten, den die DDR wegen ausreichender Eigenproduktion strikt ablehnte. Trotzdem konnte Nordkorea später die Vereinbarung eines Zigarettenexports von 90 Tonnen durchsetzen. In einem Protokoll für das Jahr 1960 scheiterte die DDR dabei höhere Exporte an Metallen und Ölfrüchten aus der DVRK durchzusetzen, die Nordkorea wegen Eigenbedarf ablehnte. Aus diesem Grund und wegen wirtschaftlicher Probleme der DDR nach Kündigung des Interzonenhandelsabkommens durch die Bundesrepublik Deutschland ging das Handelsvolumen zwischen den beiden sozialistischen Staaten um etwa 50 Prozent zurück. Zur Unterstützung der DDR in dieser Zeit lieferte Nordkorea zusätzlich 400 Kilogramm Gold, zwei Tonnen Silber sowie diverse Buntmetalle aus. Nordkorea reduzierte folgend die Rohstoffausfuhr in die DDR zu Gunsten eines erhöhten Exports verarbeiteter Metallerzeugnisse.
Um 1963 wies die DDR die Einfuhr von angeblich minderwertigen Produkten wie Hopfen und Frottierhandtüchern ab. Nordkorea verzeichnete Ende des Jahres einen Lieferrückstand von 5,9 Millionen Mark, darunter Tabak und Zigaretten im Wert von 4,4 Millionen und Seidenprodukte im Wert von 1,5 Millionen.
Nach erfolglosen Versuchen Nordkoreas, den Handel mit nichtkommunistischen Staaten auszubauen, gab Kim Il-sung in seinem Zehnpunkteprogramm von 1967 bekannt, sich auf den Ausbau des Handels mit dem sozialistischen Ausland konzentrieren zu wollen, und ließ sich erstmals auch auf langfristige Handelsverträge mit der DDR ein. Folglich wuchs das bilaterale Handelsvolumen zwischen den beiden Staaten bis 1972 kontinuierlich. Im Dezember 1968 wurden ein längerfristiges Zahlungsabkommen und das Handelsabkommen für 1969 abgeschlossen. Der Warenaustausch stieg im Vergleich zum Vorjahr um etwa 50 Prozent. Während Nordkorea gegenüber anderen kommunistischen Handelspartnern weiterhin vergleichsweise hohe Exportdefizite aufwies, baute das Land seine Lieferrückstände gegenüber der DDR allmählich ab und konnte Ende 1969 erstmals einen positiven Saldo gegenüber der DDR in Höhe von 0,2 Millionen Mark verzeichnen. Mit dem Handelsprotokoll für 1970 sollte der das Handelsvolumen mit 138 Millionen massiv ausgebaut werden. Im Laufe der 1970er Jahre pendelte es sich auf 100 bis 150 Millionen Mark ein. Nordkorea konnte seinen positiven Gesamtsaldo bis August 1970 auf 20 Millionen ausweiten, wobei es mit einzelnen Posten wie der Lieferung von Magnesitklinkern im Verzug blieb und damit die Produktionsabläufe in der DDR beeinträchtigte. Nordkoreas Bitte, neben den vereinbarten 7.500 Kilometern Schwarz-Weiß-Filmen weitere 19.500 Kilometer zu liefern, konnte die DDR nicht nachkommen. Weitere Verhandlungen über die zukünftigen wirtschaftlichen Beziehungen fanden im November des Jahres zwischen der Staatlichen Plankommission und dem Komitee für Außenwirtschaftsbeziehungen Nordkoreas statt.

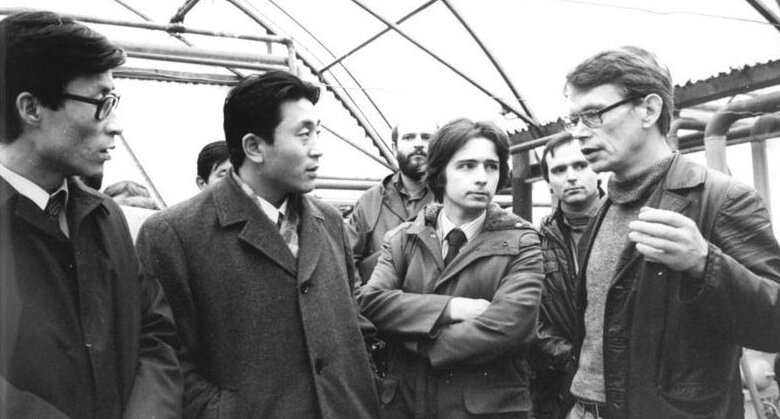
Die Delegation des Verbandes der Sozialistischen Jugend der Arbeit Koreas besucht die LPG Gemüseproduktion Böhlitz-Ehrenberg.

Da sich Nordkorea in den Folgejahren erneut bei der Erfüllung seiner Exportzusagen schwer tat und vereinbarten Kredittilgungen durch Rohstofflieferungen nicht vollständig nachkam, verzeichnete es 1972 Exportdefizite in Höhe von 65 Millionen Mark. Die beiden Staaten gründeten daraufhin im Jahr 1973 den Beratenden Ausschuss für wirtschaftliche und wissenschaftlich-technische Fragen zur Kontrolle und Verbesserung der bilateralen Handelsbeziehung. Bis 1975 konnte die DVRK ihre Exportdefizite aufarbeiten und ihre vertraglich vereinbarten Lieferungen vorübergehend einhalten. Anfang der 1980er Jahre war Nordkorea vor allem bei der Lieferung von Buntmetall-Halbzeugen im Rückstand und kam auch in den Folgejahren seinen Verpflichtungen nicht vollständig nach. Während Nordkorea bisher vor allem Maschinen für die metallverarbeitende Industrie importierte, stieg Mitte der 1980er Jahre die Nachfrage nach chemischen Produkten.
Die DDR war dagegen bemüht, deutlich größere Mengen an Agar zu beziehen und dafür den Import aus Spanien und Japan entsprechend zu verringern. Mit dem Austausch von 50 LKW aus Ostdeutschland und Gold- und Silberschmuck aus Nordkorea vereinbarten die beiden Länder erstmals ein Kompensationsgeschäft. Das Handelsabkommen vom November 1985 war langfristig für die Jahre 1986 bis 1990 angelegt. Darin sollte der Handel im Jahr 1990 um zehn Prozent gegenüber 1985 erhöht werden. Nach einem Beschluss auf der 9. Tagung des Beratenden Ausschusses im Jahr 1986 wurde eine gemeinsame Arbeitsgruppe für die Leichtindustrie eingerichtet.
Da Nordkorea seine Ressourcen auf die Ausrichtung der 13. Weltfestspiele der Jugend und Studenten konzentrierte, mehrere Produktionsstätten wegen mangelhafter Energieversorgung brachlagen und die Agrarwirtschaft unter Unwettern zu leiden hatte, kam Nordkorea 1986 den Exportzusagen gegenüber seinen sozialistischen Handelspartnern nur etwa zur Hälfte nach, was sich im Folgejahr auch nur geringfügig änderte. Das Protokoll aus dem Jahr 1987 umfasste neben Warenlieferungen auch Produktionslizenzen der DDR für bipolare Schaltkreise und Werkzeugmaschinen.
Auf Initiative des Beratenden Ausschusses kam ein Abkommen zur gemeinsamen Produktion von Berufskleidung zustande, in dem die Produktion in Nordkorea mit Baumwolle aus der DDR vorgesehen war. Nordkorea konnte jedoch den Qualitätsansprüchen seines Partners nicht gerecht werden, was im Mai 1988 zu einem Ende des Kleidungsexports führte. Unter anderem zur Qualitätssteigerung wurden ab April des Jahres in der DDR hundert koreanische Textilfacharbeiterinnen zwei Jahre lang ausgebildet. Außerdem bildete die DDR seit Mai 1987 ungefähr 200 koreanische Arbeiter im Werkzeugmaschinenbau aus.
1989 wurde anlässlich der in Pjöngjang stattfindenden 13. Weltfestspiele der Jugend und Studenten, in der DDR eine Briefmarke herausgegeben, auf der die Ch’ŏllima-Statue und die Große Studienhalle des Volkes abgebildet sind.

#### Kreditvergaben
Die DDR gewährte Nordkorea in den 1950er Jahren mehrere Kredite. Dabei wurde die Verwendung der vergebenen Mittel vertraglich an die Investition in DDR-Produkte gebunden. Als Rückzahlung war die Lieferung von Buntmetallen aus Korea vereinbart worden.
In den früheren 1960er Jahren stellte die DDR die Kreditvergabe wegen wirtschaftlicher Probleme im eigenen Land zunächst für einige Jahre ein. Nach dem Abschluss eines Abkommens vom 5. Februar 1966 wurde wieder ein Kredit, diesmal über 59 Millionen Mark bei einer Laufzeit von sieben Jahren und einem Zinssatz von drei Prozent, vergeben. Er beinhaltete unter anderem die Lieferung von Gerätschaft zum Bergbau. Teile der vereinbarten Lieferungen wurden jedoch seitens der DDR wieder storniert oder konnten erst 1973 geliefert werden.
Bei einem Besuch einer nordkoreanischen Delegation im April 1967 wurde die DDR erneut um die Vergabe eines Kredits gebeten. Die angefragte Summe belief sich auf 165 Millionen Mark und sollte die Lieferung von Anlagen für eine Zementfabrik, eine Papierfabrik und Spinnereimaschinen beinhalten. Zuletzt wurde am 4. November 1968 jedoch lediglich ein Kredit mit einer Laufzeit von sieben Jahren und einem Zinssatz von 2,5 Prozent in Höhe von 88 Millionen Mark zur Lieferung der Spinnereimaschinen vereinbart. Die Anlagen für die Zementfabrik wurden aus Polen bezogen. Zur Lieferung der Mittel zum Bau einer Papierfabrik hätte die DDR bis zur Hälfte der benötigten Bestandteile gegen Devisen aus westlichen Staaten beziehen müssen. Die Kreditrückzahlung hatte zu 30–50 Prozent in Tabak, zu 20–30 Prozent in Buntmetallen, zu 10–20 Prozent in nicht spezifizierten Warenlieferungen und zu 10–20 Prozent in sonstigen landwirtschaftlichen Produkten zu erfolgen. Ein weiteres Kreditabkommen mit einem Volumen von 82 Millionen Mark und einer Laufzeit von zehn Jahren sowie einem Zinssatz von zwei Prozent beinhaltete Lieferungen für das buntmetallurgische Kombinat Namp’o. 1972 war die DDR ihren Lieferungen großteils nachgekommen. Nordkorea war dagegen mit der Lieferung von Elektrolytzink, Feinsilber und legierten Werkzeugstählen um etwa zehn Millionen Mark im Verzug. Im November 1972 bat Kim Il-sung den Ministerratsvorsitzenden Willi Stroph um einen weiteren Kredit für Spinnerei- und Bergbauanlagen. Der nach DDR-Schätzungen auf 165 Millionen Mark veranschlagte Kredit wurde jedoch unter anderem mit Verweis auf die noch ausstehenden Zahlungen Nordkoreas in einem Schreiben vom 9. März 1973 abgelehnt. Stattdessen wurde Nordkorea allerdings ein Kredit über 55 Millionen Mark für die Lieferung einer Erzaufbereitungsanlage zugesagt sowie eine Stundung der noch ausstehenden Rückzahlungen angeboten, worum eine nordkoreanische Delegation im Oktober gebeten hatte. Außerdem stimmte die DDR 1976 weiteren Stundungen für Rückzahlungen der Jahre 1977 bis 1979 zu.

#### Wissenschaftlich-technische Zusammenarbeit
Am 27. Januar 1955 schlossen die beiden Staaten ein Abkommen für wissenschaftlich-technische Zusammenarbeit und legten auf einer Tagung im Jahr 1956 die diesbezüglichen Ziele fest. Darin versprach die DDR die technische Unterstützung beim Wiederaufbau von Bergbau- und Hüttenbetrieben und der Wiederinbetriebnahme chemischer Anlagen in Nordkorea und vergab Praktikumsplätze in Deutschland. Bis 1963 wurden insgesamt 125 Vereinbarungen zur technisch-wissenschaftlichen Zusammenarbeit getroffen. Darunter 110 im Interesse Nordkoreas und 15 im Interesse der DDR.

#### Entsendung nordkoreanischer Kinder und Studenten in die DDR

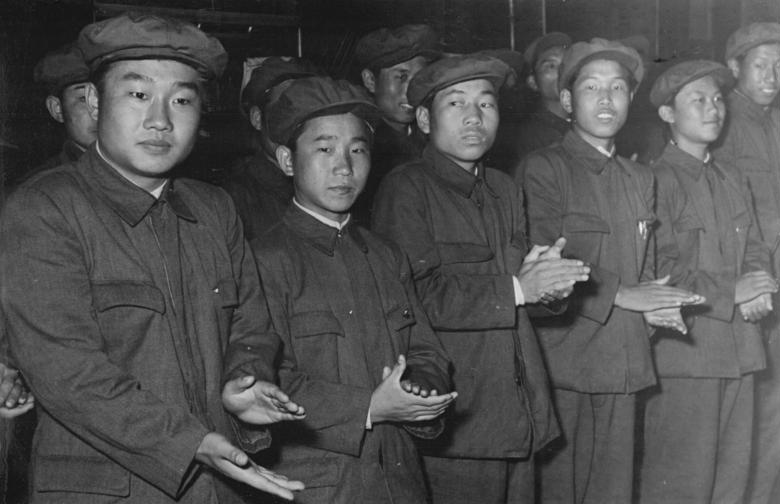
Ankunft nordkoreanischer Gaststudenten 1953 in Berlin

Zwischen 1952 und 1956 wurden 600 nordkoreanische Waisenkinder (darunter etwa 80 Prozent Jungen) und 357 Studenten (unter zehn Prozent davon Mädchen und Frauen) in die DDR entsandt, die auf Kosten der DDR in 46 verschiedenen Berufen und naturwissenschaftlichen Fachrichtungen ausgebildet wurden. Sie bildeten dort einen Anteil von 37 Prozent der ausländischen Studierenden.
Im August 1957 verhängte die nordkoreanische Botschaft in Berlin eine Ost-Berlin-Sperre für alle in Ostdeutschland lebenden Nordkoreaner, um Fluchtversuche in den Westen zu verhindern. Dennoch gelang 1958 elf Koreanern die Flucht.
Einige nordkoreanische Studenten entstammten keinen Arbeiter- und Bauernfamilien, wie sie es bei ihren Bewerbungen um einen Studienplatz in der DDR falsch angegeben hatten. Diese Angaben wurden 1958 erstmals nach dem Koreakrieg von der nordkoreanischen Regierung überprüft. Etwa ein Drittel der Studenten kehrte anschließend nach einer Urlaubsreise nach Nordkorea nicht mehr in die DDR zurück.
Mit einem Studentenabkommen aus dem Jahr 1959 wurde Nordkorea verpflichtet, für Reise und Unterkunft der Studenten aufzukommen. In der Folge sank die Zahl der Auslandsstudenten.
Mit dem chinesisch-sowjetischen Zerwürfnis ordnete die nordkoreanische Regierung 1962 an, dass alle ihre im Ausland befindlichen Staatsangehörigen, mit Ausnahme derer in China und Albanien, nach Hause zurückzukehren hatten. Die Universitäten führten daraufhin einige Spontanprüfungen durch, um Studenten in höheren Semestern vorzeitig das Diplom aushändigen zu können. Die Rückholung betraf auch Nordkoreaner, die zwischenzeitlich in der DDR geheiratet und eine Familie gegründet hatten. Eine Integration der Nordkoreaner sowie binationale Beziehungen beziehungsweise Ehen waren zwar möglich, jedoch sowohl seitens der Regierung der DDR als auch der Nordkoreas unerwünscht, was besonders nach der Rückführung der Nordkoreaner zu Kontaktabbrüchen und Trennungen junger Familien führte. Manche Frauen gingen zusammen mit ihren Männern nach Nordkorea, andere Paare wiederum, darunter 20 nordkoreanische Studenten, flüchteten nach West-Berlin oder in die Bundesrepublik. Laut Abschlussbericht wurden die Rückkehrer in Nordkorea „oftmals in hohe verantwortliche Funktionen eingesetzt“. In den deutsch-nordkoreanischen Familien sollen etwa 25 bis 30 Kinder geboren worden sein.
Während der Wende studierten etwa 200 Nordkoreaner in der DDR. Sie wurden im November 1989, vorgeblich für eine Fortbildung, in ihr Heimatland geholt. Nach der deutschen Wiedervereinigung schickte die Pjöngjanger Regierung erneut einige Studenten zu einer technischen Ausbildung nach Deutschland.

### Entwicklung nach der Wende
Nach dem Mauerfall wurden ausgesandte Nordkoreaner aus der DDR und anderen sozialistischen Staaten von Kim Il-sung nach Nordkorea zurückgerufen. Erich Honecker bekam von Kim aus „humanitären Gründen“ Asyl angeboten.
Nach der Wende wurden die bisherigen Räumlichkeiten der DDR-Botschaft in Pjöngjang im Jahr 1991 zunächst in eine Ständige Vertretung der Bundesrepublik umgewandelt. Das Königreich Schweden agierte zunächst als Schutzmacht, bis im Jahr 2001 reguläre diplomatische Beziehungen zwischen Deutschland und Nordkorea aufgenommen wurden.
In den Räumen der ehemaligen nordkoreanischen Botschaft in Ost-Berlin wurde unter der Schutzmacht der Volksrepublik China ein „Büro für den Schutz der Interessen der Demokratischen Volksrepublik Korea“ eingerichtet.

### Aufnahme und Entwicklung diplomatischer Beziehungen mit der Bundesrepublik

Deutsche Botschaft in Pjöngjang

Der damalige Außenminister Joschka Fischer gab im Oktober 2000 die Entscheidung für die Aufnahme diplomatischer Beziehungen mit Nordkorea bekannt. Gleichzeitig hatte die angekündigte Ausweisung des deutschen Arztes Norbert Vollertsen, der für die Hilfsorganisation Cap Anamur/Deutsche Not-Ärzte in Nordkorea tätig war, für Irritation gesorgt. Fischer gab auf einer Asienreise in Südkorea zudem an, dass Deutschland den Annäherungsprozesses zwischen Nord- und Südkorea unterstützen wolle (siehe auch Koreanische Wiedervereinigung). Japan und Südkorea, die beide in einem angespannten Verhältnis mit Nordkorea stehen, äußerten sich positiv über die Ankündigung Fischers.
Am 1. März 2001 nahm die Bundesrepublik Deutschland erstmals diplomatische Beziehungen mit Nordkorea auf. Die Ständige Vertretung der Bundesrepublik in Pjöngjang wurde am gleichen Tag in eine Botschaft umgewandelt. Nach Großbritannien war Deutschland damit der zweite Staat innerhalb der Europäischen Union, der mit Nordkorea in einen bilateralen Austausch ging. Innerhalb der viertägigen Verhandlungen wurden die Nichtverbreitung von Massenvernichtungswaffen, Fortschritte im innerkoreanischen Dialog und eine Verbesserung der Menschenrechtssituation in Nordkorea als Ziele der diplomatischen Kontakte vereinbart. Gesprochen wurde außerdem über die Bewegungsfreiheit von Diplomaten und Vertretern von Hilfsorganisationen in Nordkorea sowie den Austausch von Journalisten.
Am 19. Dezember 2008 verabschiedete der Deutsche Bundestag einstimmig die Entschließung mit dem Titel „Die deutsch-koreanischen Beziehungen dynamisch fortentwickeln“, der von den Fraktionen von CDU/CSU, SPD, FDP und Bündnis 90/Die Grünen aus Anlass des 125. Jahrestages der Aufnahme offizieller Beziehungen eingebracht wurde.
Den Start einer nordkoreanischen Langstreckenrakete im April 2012 wurde von der Bundesregierung als „deutliche Provokation“ aufgefasst und scharf verurteilt. Nachdem Nordkorea Anfang Dezember des gleichen Jahres angekündigt hatte noch in dem Monat erneut eine Trägerrakete für Satelliten testen zu wollen, bestellte der deutsche Außenminister Guido Westerwelle den nordkoreanischen Botschafter ins Auswärtige Amt, um ihm nachdrücklich die ablehnende Haltung gegenüber dem Vorhaben zu vermitteln.
Als sich der Korea-Konflikt im Jahr 2013 verschärfte, bestellte Guido Westerwelle den Botschafter Nordkoreas in Berlin ein, um ihm seine Bedenken bezüglich des Konflikts zu vermitteln. Am gleichen Tag empfahl Nordkorea neben weiteren Staaten auch der Bundesrepublik ihre Botschaft in Pjöngjang zu räumen, da sie im Falle einer Eskalation ab dem 10. April nicht mehr für deren Sicherheit garantieren könne. Deutschland gab jedoch bekannt seine acht Diplomaten in Nordkorea zunächst nicht abziehen zu wollen. Außerdem hielten sich zu dem Zeitpunkt aus Deutschland etwa 20 Touristen und zwölf Mitarbeiter humanitärer Organisationen in Nordkorea auf.

### Regierungsdelegationen und parlamentarischer Austausch
Unter Leitung von Kim Yŏng-nam fand im Jahr 1981 erstmals ein Besuch einer nordkoreanischen Delegation in der Bundesrepublik Deutschland statt.
Außerdem gab es bisher mehrere offizielle Besuche von Abgeordneten des Deutschen Bundestages in Nordkorea. Im Mai 2010 begab sich beispielsweise der stellvertretende Vorsitzende der SPD-Bundestagsfraktion Ulrich Kelber (SPD) auf eine Dienstreise nach Nordkorea. Der einzige Besuch auf Ministerebene wurde bisher von Sportminister Pak Myong-chol abgehalten, der im Juni 2011 zum Eröffnungsspiel der Frauen-Fußballweltmeisterschaft nach Deutschland reiste. Im Vorfeld derselben Weltmeisterschaft reiste erstmals eine größere deutsche Delegation mit 30 Personen nach Nordkorea, darunter Claudia Roth (Bündnis 90/Die Grünen), DFB-Präsident Theo Zwanziger, Thomas Feist (CDU), Katrin Kunert (Die Linke) und Patrick Kurth (FDP). Die Reise fand gegen den Willen des deutschen Auswärtigen Amts statt. Innerhalb der Delegation hatte es während der Visite einen Konflikt um den Besuch im Kumsusan-Palast, dem Mausoleum Kim Il-sungs gegeben, der von Feist und Kurth verweigert wurde.
Der Bundestagsabgeordnete Thomas Lutze (Die Linke), Mitglied im Tourismusausschuss und der Deutsch-Koreanischen Parlamentariergruppe, reiste ebenfalls im Jahr 2011 zwecks eines Austauschs in den Bereichen Tourismus und Verkehr nach Nordkorea. Am 9. November des gleichen Jahres empfing Bundestagsvizepräsident Hermann Otto Solms den Vorsitzenden der Koreanisch-Deutschen Parlamentariergruppe der Obersten Volksversammlung Ri Jong-hyok mit Delegation zu einem Gespräch.

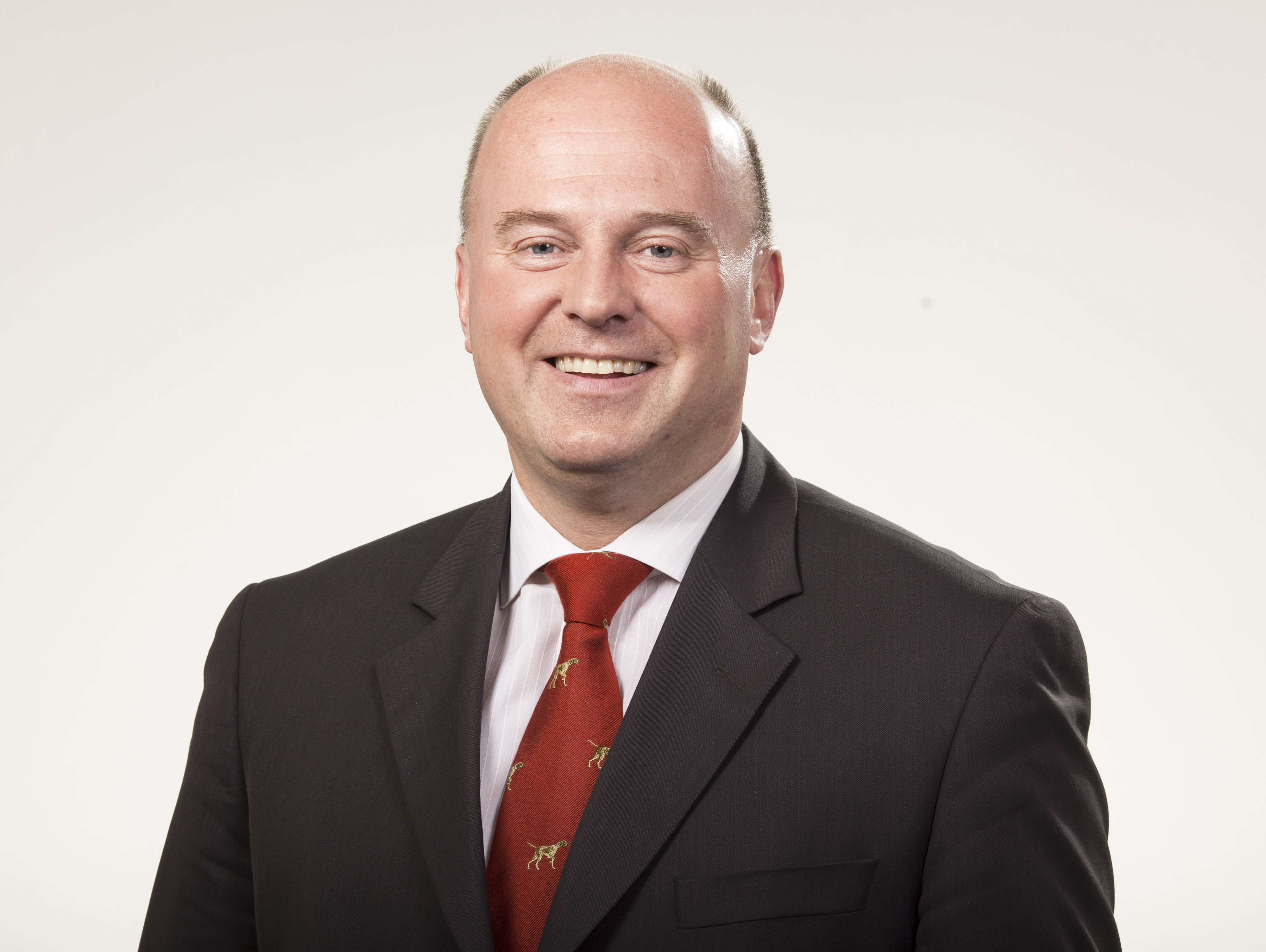
Wiederholt Vorsitzender der Deutsch-Koreanischen Parlamentariergruppe: Hartmut Koschyk

Bei einem Besuch im Jahr 2012 reisten Mitglieder der Deutsch-Koreanischen Parlamentariergruppe mit deren Vorsitzendem Stefan Müller (CSU) für jeweils vier Tage nach Nord- und Südkorea, um dort unter anderem Gespräche mit Vertretern der 12. Obersten Volksversammlung zu führen.
2014 fand eine weitere Delegationsreise der Deutsch-Koreanischen Parlamentariergruppe statt. Vorsitzender war diesmal Hartmut Koschyk (CSU), der auf den Vorsitzenden des für Europa und Deutschland zuständigen Ausschusses der Obersten Volksversammlung Ri Jong-hyok, den Präsidenten der Obersten Volksversammlung Chae Thae-bok, den nordkoreanischen Vizeaußenminister Ri Kil-song, den stellvertretenden Leiter der Internationalen Abteilung des Zentralkomitees der Partei der Arbeit Nordkoreas Ri Yong-chol und den deutschen Botschafter in Nordkorea Thomas Schäfer traf. Gesprochen wurde unter anderem über die innerkoreanischen Beziehungen, den Entschließungsantrag des Deutschen Bundestages „Die deutsch-koreanischen Beziehungen dynamisch fortentwickeln“ vom 25. Juni 2013, der auch einen Passus zu den Beziehungen Deutschlands zu Nordkorea beinhaltet und laut Koschyk auch für die 18. Legislaturperiode die parlamentarische Grundlage für die Fortentwicklung der Beziehungen Deutschlands zu Nordkorea sei und eine Unterstützung für den Tierpark Pjöngjang, die von dem nordkoreanischen Botschafter in Deutschland Si Hong-ri geäußert wurde. Die Mitglieder der Deutsch-Koreanischen Parlamentariergruppe erklärten, eine mögliche Kooperation mit einer zoologischen Einrichtung in Deutschland gegebenenfalls unterstützen zu wollen. Das Programm umfasste einen Besuch an der Germanistischen Fakultät der Kim-Il-sung-Universität und der Jangchung-Kirche, sowie Besuche bei Kooperationsprojekten deutscher Stiftungen und Hilfsorganisationen im Landwirtschafts-, Umwelt-, Energie- sowie Sozialbereich und Tourismus-, Kinder-, Freizeit- und Gesundheitseinrichtungen.

### Auseinandersetzungen um den US-amerikanischen Spielfilm „The Interview“
Am 5. Februar 2015 erfolgte der Kinostart des US-amerikanischen Spielfilms The Interview in Deutschland. Der Film handelt von einem Mordkomplott der CIA gegen Nordkoreas Staatsoberhaupt Kim Jong-un und hatte bereits im Vorfeld zu diplomatischen Verwicklungen zwischen Nordkorea und den Vereinigten Staaten geführt. Ebenfalls für den 5. Februar war die Eröffnung des Berliner Filmfestivals Berlinale geplant. In Nordkorea entstand daraufhin das Missverständnis, dass der Film auf der Berlinale gezeigt werden sollte, woraufhin das nordkoreanische Außenministerium dem Filmfestival im Falle einer Ausstrahlung mit einer „gnadenlosen Bestrafung“ drohte. Der Leiter des Filmfestivals Dieter Kosslick traf sich daraufhin am folgenden Tag mit dem nordkoreanischen Botschafter Si Hong-ri zu einem klärenden Gespräch.

## Bildung und Kultur
Bekannte deutsche Auslandsstudenten an der Kim-Il-sung-Universität in Pjöngjang waren der Ökonom und Ostasienwissenschaftler Rüdiger Frank und die Koreanistin Helga Picht. Deutschland akzeptiert aufgrund des UN-Sanktionsregimes keine nordkoreanischen Ingenieure und Wissenschaftler. Ab den 1990er Jahren wurden deutsche Studenten oder Forscher einige Zeit nach der Wende in Nordkorea nicht mehr zu Studienaufenthalten zugelassen. Ein wissenschaftlicher Austausch zwischen den beiden Staaten findet daher nur begrenzt statt. Es existiert jedoch ein Programm zur Ausbildung deutschsprachiger Mediziner aus Nordkorea in deutschen Krankenhäusern. Außerdem begingen 16 nordkoreanische Wissenschaftler und Dozenten aus Pjöngjang im Rahmen eines 2011 gestarteten EU-Projekts eine zweijährige Ausbildung zum Thema „Ernährungssicherheit im Ökolandbau“ in Witzenhausen.
Als einziger deutscher Lektor unterrichtet der vom Deutschen Akademischen Austauschdienstes (DAAD) gesandte Armin Herdegen Germanistik an der Kim-Il-sung-Universität in Pjöngjang. Der DAAD stellt seit 2001 einen deutschen Lehrstuhl. Durch die Kooperation mit dem Austauschdienst wurde zwei deutschen Wissenschaftlern und Hochschullehrern einen Aufenthalt in Nordkorea, sowie 13 Nordkoreanern ein Studium in Deutschland ermöglicht.
Nordkoreanische Musiker nehmen regelmäßig am Bayreuther Osterfestival teil. Im November 2012 initiierte das Goethe-Institut ein musikalisches Gemeinschaftsprojekt mit dem Münchener Kammerorchester und Studenten der Kim-Won-Gyun-Hochschule für Musik in Pjöngjang unter Leitung des Dirigenten Alexander Liebreich. Dieser war bereits im Herbst 2003 über den Deutschen Akademischen Austauschdienst als Gastprofessor an der University of Music and Dance in Pjöngjang.
Die Aktivität ausländischer Organisationen ist in Nordkorea an die Partnerschaft mit einer Regierungsinstitution gebunden. In engerem Dialog mit Nordkorea stehen vier deutsche parteinahe Stiftungen. Sie alle besitzen Büros in Südkorea und pflegen einen regelmäßigen Kontakt nach Nordkorea:
- die Hanns-Seidel-Stiftung ist seit 2003 in Nordkorea tätig und offizieller Partner des Außenhandelsministeriums. Schwerpunktmäßig berät sie in organischem Anbau und organisiert Fortbildungen für landwirtschaftliche Fachkräfte. Außerdem vergibt sie Stipendien zum Studium in Deutschland, ausgeschlossen sind Fächer, bei denen militärisch nutzbares Wissen vermittelt werden könnte.
- die Friedrich-Ebert-Stiftung betreibt in Südkorea Bildungs- und Dialogveranstaltungen zu Wiedervereinigung und Frieden auf der Koreanischen Halbinsel.[48]
- die Friedrich-Naumann-Stiftung organisiert einen Rechtsdialog und berät das Außenhandelsministerium in der Ausarbeitung eines Rechtsrahmens, um ausländische Unternehmen als Investoren anzuziehen. Sie ist ebenfalls Partner der PdA.
- die Konrad-Adenauer-Stiftung vergibt u. a. Stipendien[49].

### Goethe-Informationszentrum Pjöngjang
2001 trat das Goethe-Institut über die Familie des deutschen Komponisten koreanischer Abstammung Yun I-sang mit den nordkoreanischen Behörden in Kontakt. Yun I-sang ist in Nordkorea populär, weshalb Uwe Schmelter seine Familie um Vermittlung bat. Nach neunmonatigen Verhandlungsgesprächen eröffnete das Institut Anfang Juni 2004 als erste westliche Kultureinrichtung in Nordkorea einen Lesesaal im Chollima-Kulturhaus in Pjöngjang. Ziel war die Einrichtung einer „Vermittlungsstelle für deutsche wissenschaftliche und technische Literatur im Goethe-Informationszentrum Pjöngjang“. Darin wurden auf einer Fläche von über hundert Quadratmetern etwa 8000 Medien bereitgestellt, darunter Bücher, aktuelle Presse, Videokassetten und DVDs mit dem Schwerpunkt auf naturwissenschaftlich-technischen Themen. Laut der vertraglichen Abmachungen setzte sich der Bestand auf nordkoreanischen Wunsch zur Hälfte aus Fach- und Lehrbüchern zusammen, die andere Hälfte konnte vom Goethe-Institut frei gewählt werden und bestand aus Tageszeitungen und Romanen sowie Werken zur deutschen Kultur, Geschichte und Gesellschaft. Weiterer Vertragsbestandteil war die Bekanntmachung der Einrichtung im Land und der freie und unzensierte Zugang interessierter Bevölkerungskreise. Personal und Räumlichkeit wurden von Nordkorea gestellt. Das Institut wurde zunächst von täglich etwa 60–100, später noch von etwa 30–40 Lesern besucht und galt als bemerkenswerter Schritt hin zur Öffnung des Landes.
Im Sommer 2006 wurde die Auslage von Zeitungen und Zeitschriften wie der Süddeutschen Zeitung und dem Spiegel untersagt, nachdem eine japanische Zeitung berichtet hatte, dass in dem Lesesaal kritisch über Nordkorea berichtende Medien auslägen. Nach einem im Sommer 2009 gefassten Beschluss des Goethe-Instituts wurde das Informationszentrum im November des gleichen Jahres geschlossen und eine zukünftige Zusammenarbeit mit Nordkorea auf den Filmbereich beschränkt, da das Institut die Vertragsbedingungen nach freiem und unzensierten Zugang verletzt sah. Zugang hätten von Beginn an lediglich parteitreue Kader erhalten.

### Film und Kino
Vom 4. bis 8. November 2013 fand im Taedongmun-Kino erstmals eine Deutsche Filmwoche in Nordkorea statt, auf der die vier deutschen Produktionen Das Wunder von Bern, Goethe!, Almanya – Willkommen in Deutschland und Der ganz große Traum gezeigt wurden.

### Beziehungen zwischen den evangelischen Kirchen beider Länder
Bereits seit 1989 besteht ein regelmäßiger Austausch zwischen deutschen und nordkoreanischen Christen, als Nordkoreaner am Kirchentag in Berlin teilnahmen. Auf deutscher Seite ist dabei die Evangelische Kirche in Deutschland (EKD) federführend. Die nordkoreanischen evangelischen Christen werden vertreten von ihrer staatlichen Organisation, der Korean Christian Federation (KCF). Im Rahmen dieses Austauschs kam es 1997, 2001, 2002 und 2004 zu Besuchen nordkoreanischer Christen. Vertreter der EKD besuchten Nordkorea 2004, 2005 und zuletzt 2009. Damals besuchte eine EKD-Delegation unter Leitung von Bischof Wolfgang Huber, dem damaligen Vorsitzenden des Rates der EKD, Nord- und Südkorea.

## Außenhilfe
Im Bereich der Entwicklungshilfe sind mehrere deutsche Organisationen in Nordkorea aktiv und führen dort mit Geldern Deutschlands und der Europäischen Union Hilfsprojekte in unterschiedlichen Bereichen durch.
Die humanitäre Hilfe seitens Deutschlands wurde 2006 von der nordkoreanischen Regierung aufgekündigt, jedoch als „entwicklungsorientierte Not- und Übergangshilfe“ über die Europäische Union fortgesetzt. Von 1997 bis 2011 gab die Bundesregierung insgesamt etwa 32 Millionen Euro für solche Maßnahmen aus. In den Jahren 2009 bis 2011 wurden Mittel in Höhe von gut drei Millionen Euro zur Ernährungssicherung bereitgestellt, die Projekten des Deutschen Roten Kreuzes, der Caritas und der Deutschen Welthungerhilfe zugutekamen. Seit 1997 ist die Deutsche Welthungerhilfe in Nordkorea aktiv und hatte bis 2010 Projekte der humanitären Hilfe und der Entwicklungszusammenarbeit im Umfang von 55 Millionen Euro eingesetzt, die sowohl von Steuergeldern als auch Spenden finanziert wurden. Der seit 2003 als Projektleiter der Welthungerhilfe in Nordkorea tätige Entwicklungshelfer Karl Fall wurde 2011 für sein Engagement mit dem Verdienstorden der Bundesrepublik Deutschland ausgezeichnet.
2008 wurde in Berlin der Verein Zusammen – Bildungszentrum für gehörlose, blinde und nichtbehinderte Kinder Hamhung gegründet. Er organisiert unter anderem Berufs- und Fortbildungsmaßnahmen für Kinder und übte erfolgreich Einfluss auf die nordkoreanische Regierung, die 2012 in Helsinki das „Momorandum of Underständig“ des World Federation of the Deaf und der Koreanischen Vereinigung für den Schutz der Behinderten zustimmte.

## Wirtschaft und Handel
Zwischen der Bundesrepublik Deutschland und Nordkorea gibt es kein Abkommen über wirtschaftliche, finanzielle oder wissenschaftlich-technologische Zusammenarbeit. Dementsprechend sind die wechselseitigen wirtschaftlichen Beziehungen relativ schwach ausgeprägt.
Im Rahmen wirtschaftlicher Öffnungsbestrebungen, die Kim Jong-un zu Beginn 2013 angekündigt hatte, soll sich das Land jedoch in Beratungen mit deutschen Wirtschaftswissenschaftlern und Juristen begeben haben.

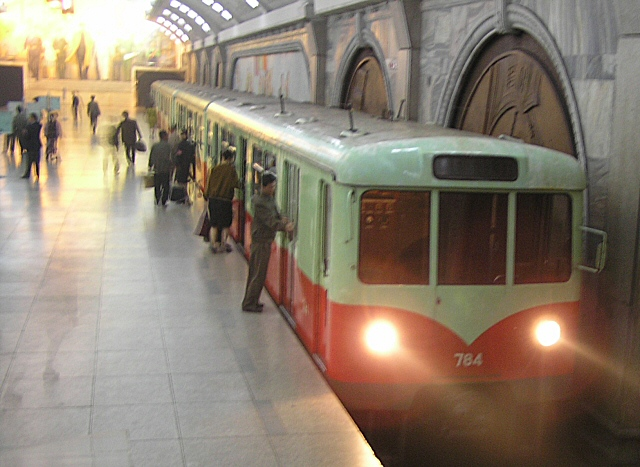
Zug der Berliner U-Bahn in der Metro Pjöngjang

Die Metro Pjöngjang nutzt ehemalige Züge der Berliner U-Bahn. Die Berliner Verkehrsbetriebe verkauften Nordkorea im Jahr 1996 120 Doppeltriebwagen des Typs GI („Gisela“) aus dem ehemaligen Ost-Berlin und in den Jahren 1998 und 1999 105 Doppeltriebwagen des Typs D („Dora“) aus dem ehemaligen West-Berlin.
Im Jahr 2011 belief sich der Handel zwischen der Bundesrepublik Deutschland und Nordkorea auf insgesamt nur 42,5 Millionen Euro. Nordkorea lag damit auf Platz 155 in der Rangfolge der Handelspartner im Außenhandel der Bundesrepublik. Die Einfuhren nach Deutschland hatten einen Wert von 30 Millionen Euro (Platz 133), die Ausfuhren summierten sich auf 12,4 Millionen Euro (Platz 174). Auch in den Vorjahren erreichte der Warenaustausch zwischen beiden Ländern keine wesentlich größeren Dimensionen. Jedoch existierten auf Unternehmensebene einige weitere Kontakte zwischen beiden Ländern.
Vom Jahr 2003 an bis Mitte 2010 hatte das in Berlin ansässige Unternehmen Korea Computer Center Europe (KCCE) als Ableger des nordkoreanischen Korea Computer Center einen Exklusivvertrag für die Errichtung, Einrichtung und kommerziellen Nutzung des Internets in Nordkorea. Unter anderem hostete das Unternehmen die nordkoreanische Top-Level-Domain .kp und die wenigen Seiten, die zu dieser Zeit unter dieser TLD betrieben wurden. Mitte 2010 stellte KCCE den Betrieb ein und einige Zeit später wurde die TLD .kp an das thailändisch-nordkoreanische Star Joint Venture übertragen.

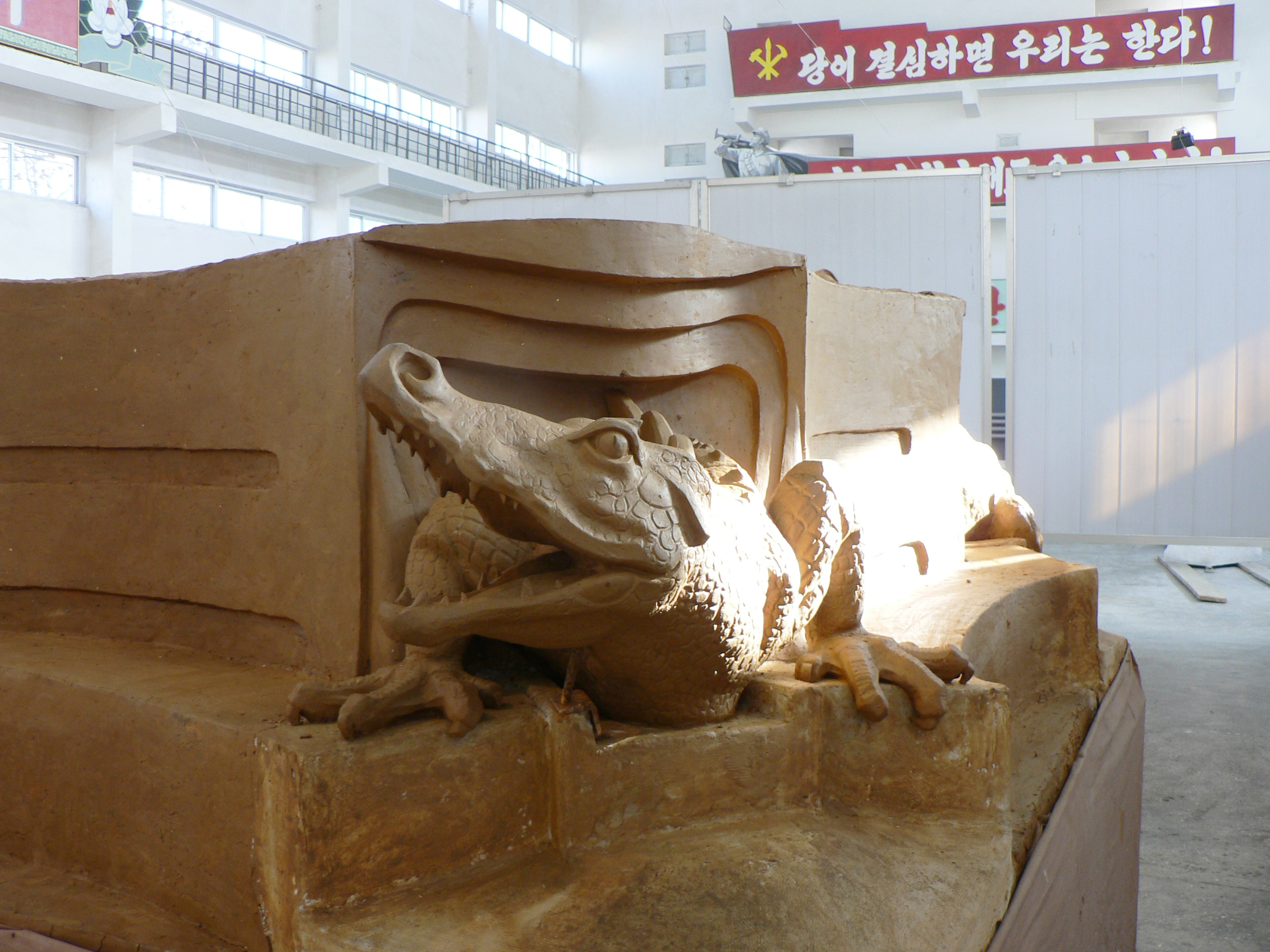
1:1-Tonmodell des Frankfurter Märchenbrunnens im Mansudae-Kunststudio in Pjöngjang, November 2005

Die Stadt Frankfurt am Main ließ im Jahr 2005 die Bronzefiguren des Frankfurter Märchenbrunnens vom nordkoreanischen Unternehmen Mansudae Overseas Projects sanieren, das zum Mansudae-Kunststudio gehört. Die Entscheidung für das Unternehmen fiel dabei einerseits aufgrund der kostengünstigen und gleichzeitig relativ seltenen Kompetenz bei der Rekonstruktion solcher Figuren. Andererseits bestand die Hoffnung, so Nordkorea für die Frankfurter Buchmesse gewinnen zu können.
Im Jahr 2007 begann die deutsche Firmengruppe Prettl als erstes deutsches Unternehmen in der Sonderwirtschaftszone Kaesŏng mit dem Bau einer Produktionsstätte. Jedoch entschloss sich das Unternehmen nach dem Untergang der südkoreanischen Fregatte Cheonan, den Fabrikbau einzustellen und die Fabrikfläche zu verkaufen.
Im Jahr 2008 wurde das deutsch-nordkoreanische Joint Venture Nosotek gegründet. In der Firma programmieren nordkoreanische IT-Spezialisten Software für den internationalen Markt.
Laut einem Bericht des Experten-Panels zur Überprüfung der Sanktionen der Vereinten Nationen gegen Nordkorea aus dem Jahr 2010, unterhielten zu diesem Zeitpunkt die deutsche Commerzbank und die Landesbank Hessen-Thüringen (Helaba) geschäftliche Beziehungen zu nordkoreanischen Banken.
Die Helaba stand dem Bericht zufolge mit der Koryo Commercial Bank in geschäftlicher Beziehung. Die Commerzbank hatte Verbindungen zur Korea United Development Bank und der Amroggang Development Bank. Diese fällt seit Ende 2011 unter das Sanktionsregime der Europäischen Union gegen Nordkorea.
Bis 2011 ließ das Modeunternehmen Gerry Weber in Nordkorea produzieren. Der Standort wurde aufgegeben, weil die Firma bei dem nordkoreanischen Hersteller keine Möglichkeit sah, „einen Verbesserungsprozess in Bezug auf soziale und qualitative Standards zu erreichen“.